# Johannes Mathesius
Johannes Mathesius, noto anche come Johann Mathesius (Rochlitz, 24 giugno 1504 – Jáchymov, 7 ottobre 1565), è stato un pastore protestante e teologo tedesco, noto soprattutto per il contributo alla compilazione dei Discorsi a tavola di Martin Lutero e come autore di una biografia del riformatore tedesco (Storie di Lutero, 1566). Mathesius fu inoltre mineralogista; nel 2013 un minerale scoperto a Jáchymov è stato chiamato "mathesiusite" in suo onore.

## Vita

### Infanzia e prima giovinezza
Mathesius nacque a Rochlitz, in Sassonia, il 24 giugno 1504 come terzo figlio del ricco consigliere Wolfgang Mathesius e di Christine, nata Schwerfuß. Dopo la morte prematura della madre fu allevato dalla nonna materna nella vicina Mittweida, ricevendo un'attenta educazione grazie anche a un precettore privato.
Dai sei ai dieci anni frequentò la scuola cittadina di Rochlitz. Per volere del padre, dall'età di dieci anni si preparò alla professione mineraria come scrivano nelle miniere di porfido di Rochlitz. Il progetto tuttavia non ebbe successo perché nel 1517 le miniere fallirono, la famiglia cadde in povertà e Mathesius dovette tornare a Mittweida a vivere con la nonna. Compiuti i tredici anni, frequentò la scuola del trivio di Mittweida, dal 1517 al 1521, finanziato con elemosine.

### Anni di apprendistato e pellegrinaggio
Dopo la morte del padre, avvenuta il 1º gennaio 1521, inizia nella vita di Mathesius un periodo di formazione itinerante. Da principio si trasferì a Norimberga, dove alloggiò presso parenti, frequentò la scuola latina di cui era preside suo cugino o suo fratello maggiore e si guadagnò da vivere, tra le altre cose, cantando come corista per strada. La fiorente cultura urbana di Norimberga, umanistica e al tempo stesso fortemente religiosa, fece una grande impressione sul diciassettenne Mathesius, che si avvicinò al campo di attività di contemporanei famosi come Albrecht Dürer (1471-1528) o Adam Krafft (1493-1558).
Due anni dopo si trasferì a Ingolstadt, dove poté studiare teologia presso l'allora famosa università, ma già nel 1523 o nel 1524 dovette rinunciare agli studi per mancanza di denaro. Seguirono varie attività professionali: prima a Monaco di Baviera al servizio di una biblioteca privata, poi tra la fine del 1525 e l'inizio del 1526 come precettore e bibliotecario presso la vedova Sabine von Auer nel castello di Odelzhausen, nelle vicinanze di Augusta, dove rimase sino al 1527. In questo periodo lesse il Sermone sulle buone opere (1520) di Martin Lutero, che lo portò sulla strada della Riforma. «Da esso appresi per la prima volta l'inizio del cristianesimo, Dio sia lodato», disse in seguito. L'incontro con la dottrina luterana si approfondì negli anni 1528-1529 a Bruck presso Fürstenfeld, sotto la guida del pastore Zacharias Weichsner, nella cui casa Mathesius trascorse un anno, sino a quando decise di raggiungere Wittenberg per conoscere personalmente Martin Lutero e il centro del movimento riformatore tedesco.
Partito il 6 aprile 1529, dopo un arduo pellegrinaggio di circa cinquecento chilometri arrivò a Wittenberg il 21 maggio; il sabato successivo assistette a un sermone di Lutero sulla natura del battesimo, che fece su di lui profonda impressione. Grazie a una borsa di studio della sua città natale, Rochlitz, il 30 maggio si iscrisse all'Università di Wittenberg e negli anni successivi sino al 1532 poté assistere ai sermoni di teologi e predicatori come Filippo Melantone, Johannes Bugenhagen, Justus Jonas e Gaspare Crucigero, oltre a Martin Lutero, nonché alle lezioni di storia naturale, astronomia e pedagogia, per le quali Mathesius aveva interesse.
Di nuovo Mathesius non fu in grado di completare gli studi a causa della mancanza di denaro. Su raccomandazione di Veit Dietrich nel 1532 ricevette il suo primo incarico ufficiale come maestro ad Altenburg in Sassonia, prima di assumere il rettorato della scuola latina di St. Joachimsthal (oggi Jáchymov) il 15 marzo di quell'anno.

### A St. Joachimsthal
Mathesius fu impiegato dal 15 marzo 1532 come rettore nella scuola latina della giovane città mineraria di Sankt Joachimsthal nelle montagne della Boemia (oggi Jáchymov nella Repubblica Ceca). Su impulso dei conti Schlick, la Riforma aveva preso piede molto presto sulle pendici meridionali dei Monti Metalliferi, e a St. Joachimsthal era stata istituita la prima posizione per un pastore protestante e costruita la prima chiesa protestante progettata come tale. Sotto la guida di Mathesius, la scuola latina di St. Joachimsthal assunse un orientamento confessionale più spiccato, caratterizzato dalla combinazione di dottrina luterana e cultura umanistica, con l'immediata introduzione del catechismo e l'insegnamento, oltre al latino, del greco e dell'ebraico.
Nel 1540 Mathesius tornò a Wittenberg per un breve soggiorno e poi vi si stabilì e riprese gli studi per un periodo di due anni, dal 1540 al 1542. Fu allora ammesso tra i commensali di Lutero e divenne uno dei compilatori dei Discorsi a tavola del riformatore, che annotò da maggio a novembre 1540 per un totale di 487 trascrizioni. Secondo Preserved Smith, storico della Riforma e studioso di Lutero, «nel gruppo dei compilatori più giovani Mathesius fu il primo sulla scena, rivaleggiando con il solo Lauterbach quanto alla diligenza con cui raccolse i Discorsi a tavola di Lutero e superandolo quanto al discernimento con cui li dispose».

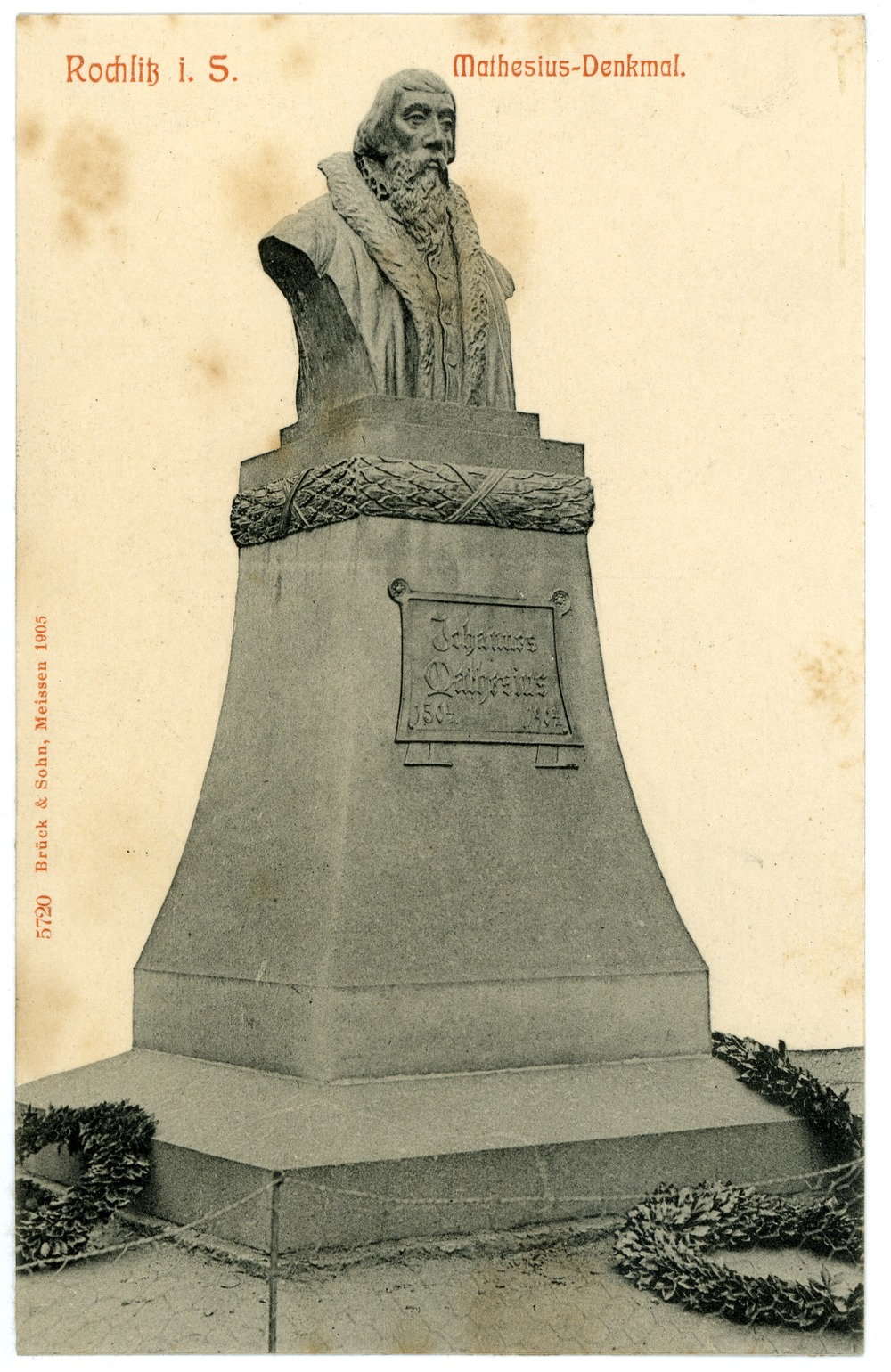
Monumento per i quattrocento anni dalla nascita di Johannes Mathesius, Rochlitz, 1904.

Il 23 settembre 1540 Mathesius ottenne la laurea magistrale in arti liberali. Ordinato sacerdote dallo stesso Lutero il 29 marzo 1542, rientrò a St. Joachimsthal, dove prestò servizio di culto inizialmente come diacono e in seguito, dal 25 novembre 1545 sino alla morte, come pastore.
Come predicatore fu molto efficace – si conservano circa millecinquecento suoi sermoni, andati a stampa – e sotto la sua guida St. Joachimsthal si trasformò in una congregazione protestante modello. La giovane comunità cittadina visse fermenti e tensioni confessionali, soprattutto con gli anabattisti, duramente criticati da Mathesius. Partecipò attivamente alla vita borghese e mineraria di St. Joachimsthal, creando regolamenti ecclesiastici, scolastici e ospedalieri, e scrivendo una dettagliata cronaca cittadina. Quando i conti di Schlick, in qualità di signori della città, nel 1545 dovettero cedere i loro diritti sovrani al re Ferdinando I di Boemia, le cariche ecclesiastiche passarono sotto il patrocinio del re cattolico; Mathesius allora non abbandonò St. Joachimsthal per paura della ri-cattolicizzazione, ma si difese pronunciando un'apologia in latino davanti a Ferdinando I a Praga il 27 dicembre 1546. Volle sempre rimanere a St. Joachimsthal e rifiutò incarichi illustri a Lipsia, Königsberg e, come successore di Bugenhagen, a Wittenberg.
Mathesius mantenne un'intensa corrispondenza con personalità importanti dell'epoca, come Paul Eber, Filippo Melantone, Joachim Camerarius e lo stesso Martin Lutero, che egli tornò a incontrare per un'ultima volta a Wittenberg del 1545. Ricevette a St. Joachimsthal due visite da Melantone, col quale scambiò non meno di cento lettere. Fu in stretto contatto anche con il teologo Gaspare Crucigero e con scienziati naturali come Georg Agricola e Valerio Cordo, con umanisti come Georg Spalatin e Joachim Camerarius, e con poeti come Helius Eobanus Hessus e Johann Major. Il suo lavoro pastorale si giovò della collaborazione del cantore di St. Joachimsthal, Nikolaus Herman, autore di numerosi inni per chiese protestanti, che fu insegnante presso la scuola latina diretta da Mathesius. St. Joachimsthal gli dovette la reputazione di rispettato centro culturale.

## Storie di Lutero
Oggi il nome di Mathesius è principalmente associato alla sua biografia di Lutero. Quest'opera, originariamente una serie di diciassette sermoni, fu pubblicata per la prima volta nel 1566, l'anno dopo la morte di Mathesius, a Norimberga (tipografia Vom Berg Erben-Ulrich Neuber) con il titolo "Storie dell’inizio, della dottrina, della vita e della morte del dott. Martin Lutero, venerabile uomo di Dio da Dio benedetto, tutto ordinatamente disposto secondo l’anno, ogni cosa riferita com’è accaduta in ogni tempo, dal vecchio sig. M. Mathesius prima della sua fine beata" (Historien von des Ehrwirdigen in Gott Seligen thewren Manns Gottes Doctoris Martini Luthers anfang lehr leben vnd sterben Alles ordendlich der Jarzal nach wie sich alle sachen zu jeder zeyt haben zugetragen Durch den Alten Herrn M. Mathesium gestelt vnd alles für [vor] seinem seligen Ende verfertigt). In seguito, soprattutto alla fine del XVII e nel XVIII secolo, fu più volte ristampata e nel 1906 ricevette un’edizione critica a cura di Georg Loesche, autore di un'ampia biografia di Mathesius. È una fonte importante per la biografia scientifica di Lutero e, a causa della vicinanza personale dell'autore a Lutero, è ancora un'opera di interesse generale.

## Sereptae gli studi di mineralogia

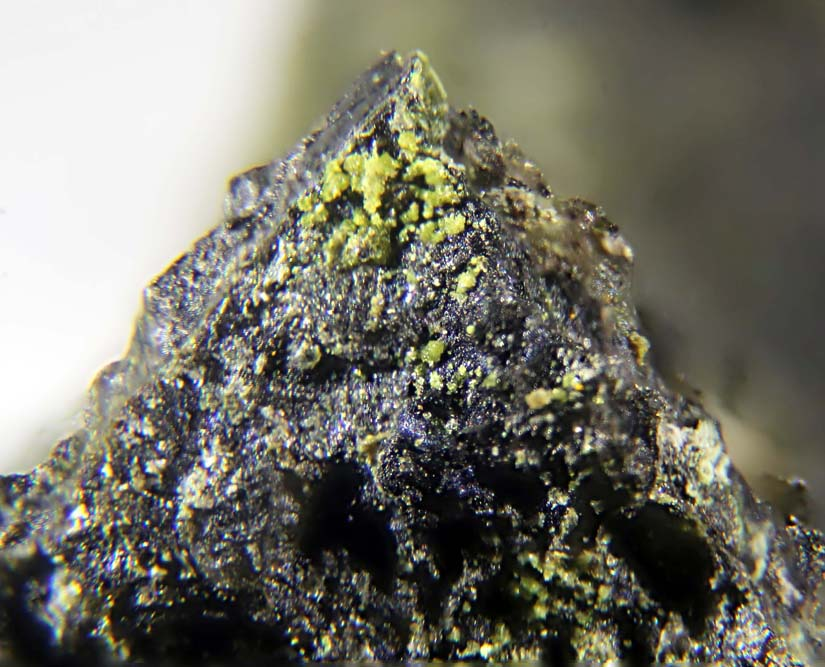
Mathesiusite

All'epoca di Mathesius, St. Joachimsthal (oggi Jáchymov) era un centro minerario nato sulla spinta della "febbre dell'argento": nel 1516 in zona erano stati scoperti ricchi filoni di questo metallo e nel 1519 i conti Schlick avevano iniziato la coniazione del primo tallero in argento, chiamato appunto Joachimstaler.
Mathesius diceva di se stesso, in relazione alla sua posizione tra i minatori: «Io sono e rimarrò un minatore spirituale (geistiger Bergmann), se Dio vorrà, finché vivrò e servirò il più alto signore della montagna (Bergherr) Gesù Cristo». Tra il 1552 e il 1562 era solito predicare, in occasione della festa sacra del carnevale, vestito da minatore davanti a larghi uditori composti dai lavoratori locali e dalle loro famiglie. Sedici sermoni pronunciati in tali occasioni furono raccolti e stampati per la prima volta nel 1562 con il titolo Sarepta – nome greco della città mineraria fenicia Zarephath, menzionata nella Bibbia (1 Re, 17: 7-24). In essi Mathesius usa nozioni comuni tra i minatori per spiegare la dottrina religiosa, ad esempio paragonando la risurrezione di Gesù a processi chimici noti al suo uditorio, e mettendo in relazione l'arte di lavorare il vetro con la seconda venuta di Cristo e l'accresciuta perfezione di tutte le cose. Inoltre i sermoni forniscono notevoli informazioni sulla tecnologia, la cultura e la lingua dell'industria mineraria e metallurgica in Boemia: la tradizione colta e la teologia luterana si incontrano qui con la cultura pratica e con le teorie metallurgiche popolari, relative alla scoperta delle miniere, alla generazione dei metalli, ecc., proprie delle scienze minerarie e artigiane dell'epoca. Negli anni sessanta del Novecento i sermoni furono ristampati dal Museo Nazionale della Tecnica di Praga e da allora attirano l'attenzione degli storici come rara fonte scritta di un insieme di credenze e pratiche altrimenti non più accessibile.
Lo stesso Mathesius fu un appassionato mineralogista, sulle orme di Georg Agricola, considerato il padre della mineralogia scientifica. Nel 1527 Agricola si era trasferito a St. Joachimsthal, dove aveva svolto varie attività di osservazione, raccolta e catalogazione di minerali, oltre a comporre il dialogo Bermannus, sive de re metallica dialogus (1530), destinato a renderlo celebre. Mathesius copiò il suo metodo di lavoro e compilò simili collezioni di minerali.
Nel 2013 un minerale recentemente scoperto a Jáchymov – un solfato contenente potassio, vanadio e uranio, di colore verde-giallastro – è stato chiamato in onore di Mathesius "mathesiusite".

## Famiglia
Il 4 dicembre 1542, Mathesius sposò Sybilla Richter (morta il 23 febbraio 1555), figlia del minatore di St. Joachimsthal Paul Richter. Sono noti cinque figli e tre figlie nati dalla coppia:
1. Hieronymus Matthesius, farmacista a Hirschberg
2. Johannes (1544-1607), medico
3. Paul (1548-1584), teologo
4. Eutichius (17 gennaio 1552, † 24 dicembre 1565)
5. Kasper (* fine 1553 / inizio 1554, † 1570)
6. Sybilla, sposata con Felix Zimmermann
7. Christine, sposata con Johann Franck (figlio di Kaspar Frank)
8. Magarethe

## Opere
- (DE) Johannes Mathesius, Johannes Mathesius ausgewählte Werke, in Auswahl herausgegeben, erläutert und eingeleitet von Georg Loesche, a cura di Georg Loesche, Prag-Wien-Tempsky-Leipzig, Freytag, 1896-1904 (4 volumi).
- (DE) Johannes Mathesius, Luthers Tischreden in der Mathesischen Sammlung: aus einer Handschrift der Leipziger Stadtbibliothek, a cura di Ernst Kroker, Leipzig, Teubner, 1903.
- (DE) Historien von des Ehrwirdigen in Gott Seligen thewren Manns Gottes Doctoris Martini Luthers..., Nürnberg, 1566.
  - Martin Luthers Leben in siebenzehn Predigten, Berlin 1841
  - D. Martin Luthers Leben. In siebenzehn Predigten dargestellt, Berlino 1855
- (DE) Johannes Mathesius, Sarepta Oder Bergpostill, Sampt der Joachimßthalischen kurtzen Chroniken, Nürnberg, 1562.
  - Edizione digitale Leipzig 1618
  - Edizione digitale Freiberg 1679